# Stadion miejski w Bat Jam
Stadion miejski – stadion piłkarski znajdujący się w izraelskim mieście Bat Jam. Swoje mecze rozgrywa na nim klub Ironi Bat Jam. Stadion posiada 3100 miejsc. Został otwarty w 1991 roku. Posiada nawierzchnię trawiastą.